# Diespeck
Diespeck település Németországban, azon belül Bajorországban. Lakosainak száma 3864 fő (2023. december 31.). Diespeck Emskirchen és Baudenbach községekkel határos.

## Népesség
A település népessége az elmúlt években az alábbi módon változott:
| Lakosok száma | 996  | 1423 | 3170 | 2927 | 3623 | 3585 | 3642 | 3670 | 3776 | 3864 |
|               | 1875 | 1950 | 1975 | 1987 | 2012 | 2014 | 2016 | 2017 | 2021 | 2023 |